# Nikolai Nosov
Nikolai Nikolaevici Nosov (în rusă Николай Николаевич Носов, în ucraineană Микола Миколайович Носов, transliterat: Mîkola Mîklaiovîci Nosov; n. 23 noiembrie 1908, Kiev, Imperiul Rus - d. 26 iulie 1976) a fost un scriitor sovietic, autor de literatură pentru copii și adolescenți. 
A scris schițe umoristice, un roman scurt și o trilogie de basme. Este autorul unor culegeri de povestiri pentru copii, Toc-toc-toc, Trepte, Povestiri vesele, Fanteziștii, Aventurile lui Tolea Kliukin etc. Romanul Vitea Maleev la școală și acasă este opera care l-a impus și pentru care a obținut în 1952 Premiul de stat. În 1954 Nosov a publicat Aventurile lui Habarnam, urmată de Habarnam în orașul Soarelui (1958) și Habarnam pe Lună (1965).

## Opere
- Jurnalul lui Kolia Sinițîn (1950),
- Vitea Maleev la școală și acasă (1951)
- Aventurile lui Habarnam și ale prietenilor săi (1954)
- Habarnam în Orașul Soarelui (1958)
- Habarnam pe Lună (1965)